# Raffaele II di Costantinopoli
Raffaele II (in greco Ραφαὴλ Β´?; fl. XVII secolo) è stato un arcivescovo ortodosso greco, patriarca ecumenico di Costantinopoli dal marzo 1603 fino all'ottobre 1607.

## Biografia
Raffaele fu vescovo di Metimna fino al marzo del 1603, quando fu eletto patriarca ecumenico di Costantinopoli. Durante il suo regno, affrontò la regolarizzazione di molte questioni ecclesiastiche e ha emesso una serie di disposizioni per il governo ecclesiale. Gli scontri con il precedente patriarca Neofito II causarono molti problemi nella Chiesa ortodossa, al punto che Cirillo, in una lettera al metropolita di Eraclea Dionisio, scrisse che:
Raffaele mostrò interesse per una possibile unione con la Chiesa cattolica e iniziò una serie di corrispondenze segrete con il Papa. Rimase patriarca fino all'ottobre 1607, quando fu deposto con la forza da sultano ottomano Ahmed I e subì una morte violenta in esilio.